# كاثلين كنلان
كاثلين كنلان هي مستكشفة كندية، ولدت في 30 يونيو 1950 في أوتاوا في كندا.

## وصلات خارجية
- الموقع الرسمي